# Ao Tanaka
Ao Tanaka (jap. 田中 碧, Tanaka Ao; * 10. September 1998 in Kawasaki) ist ein japanischer Fußballspieler.

## Karriere

### Vereine
Ao Tanaka erlernte das Fußballspielen in den Jugendmannschaften von Saginuma SC und Kawasaki Frontale. Seinen ersten Vertrag unterschrieb er 2017 bei seinem Jugendclub Kawasaki Frontale. Der Verein aus Kawasaki, einer Stadt auf der japanischen Hauptinsel Honshū im Nordosten der Präfektur Kanagawa, spielte in der höchsten Liga des Landes, der J1 League. 2017 und 2018 feierte er mit Frontale die japanische Fußballmeisterschaft. Den J. League Cup sowie den japanischen Supercup gewann er 2019.
Zur Saison 2021/22 wechselt er zunächst auf Leihbasis mit Kaufoption zu Fortuna Düsseldorf nach Deutschland. Sein Zweitligadebüt für den Verein aus Düsseldorf gab er am 20. August 2021 im Heimspiel gegen Holstein Kiel. Hier wurde er in der 59. Minute für Shinta Appelkamp eingewechselt. Das Spiel endete 2:2. Am 28. April 2022 zog Fortuna die Kaufoption und verpflichtete Tanaka fest bis 2025.
Ende August 2024 wechselte er für eine Ablösesumme von 4 Millionen Euro zum englischen Zweitligisten Leeds United.

### Nationalmannschaft
Ao Tanaka spielte fünfmal für die japanische U23-Nationalmannschaft. Seit 2019 spielt er für die japanische Fußballnationalmannschaft. Sein Debüt in der Nationalmannschaft gab er am 14. Dezember 2019 in einem Spiel der Ostasienmeisterschaft 2019 gegen Hongkong. Er gehörte zum Kader Japans bei den Olympischen Sommerspielen 2020, die 2021 in Tokio stattfanden. Bei der Fußball-Weltmeisterschaft 2022 in Katar sorgte er mit seinem Tor beim 2:1 gegen Spanien für das Vorrunden-Aus der deutschen Nationalmannschaft.

## Erfolge
Kawasaki Frontale
- Japanischer Meister: 2017, 2018, 2020
- Japanischer Pokalsieger: 2020
- Japanischer Ligapokalsieger: 2019
- Japanischer Ligapokalfinalist: 2017
- Japanischer Supercup-Sieger: 2019, 2021

## Auszeichnungen
- J.League Best Young Player: 2017